# Castréninkatu
La rue Castrén (finnois : Castréninkatu) est une rue du quartier Kallio à Helsinki  en Finlande .

## Présentation
La rue Castréninkatu, longue d'environ 600 mètres, commence à l'intersection d'Ensi linja derrière le Théâtre municipal d'Helsinki et serpente vers le nord-est jusqu'à Kaarlenkatu.
Au sud-ouest, Castréninkatu est bordée de parcs et de l'ilot urbain de l'ancienne école pour aveugles. 
Une grande partie des immeubles résidentiels de Castréninkatu date des années 1950 et 1960 caractéristiques du quartier de Kallio. 
Les plus anciennes maisons de Castréninkatu sont situées à l'extrémité Est de la rue dans le bloc 326:
- Castréninkatu 30, achevée en 1929, est l'œuvre de A. H. Gunnar Aspelin et Arvi Niiniluoto.
- La Maison de l'Armée du Salut (A. Kalma, 1937) est située dans le même ilot urbain[2].

La rue porte le nom de Matthias Alexander Castrén, un linguiste finlandais du XIXe siècle.

## Rues croisées
- Ensi linja
- Toinen linja
- Kolmas linja
- Wallininkuja
- Neljäs linja
- Kirstinkatu
- Läntinen Papinkatu
- Papinkuja
- Kaarlenkatu

## Galerie

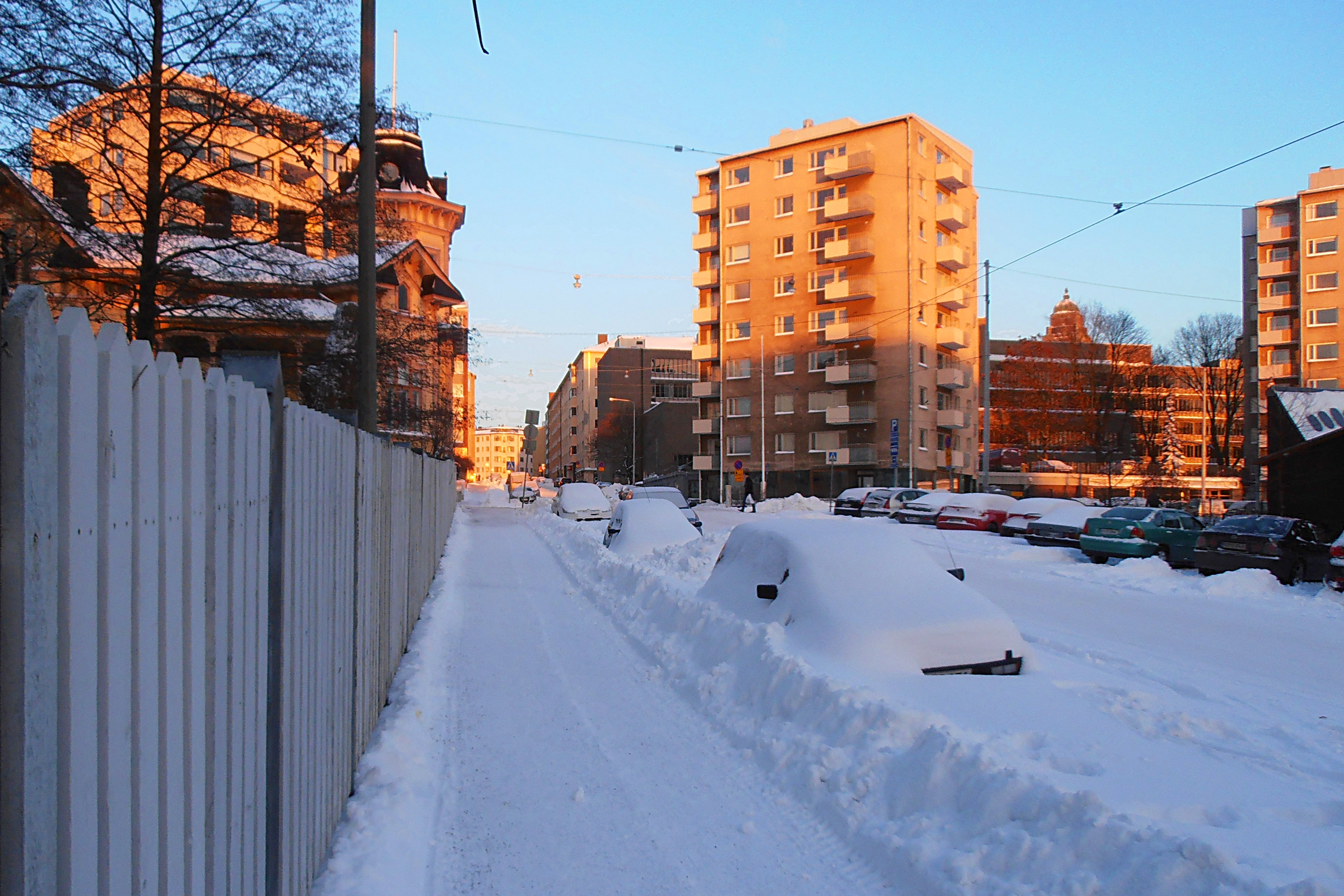
Castréninkatu vue d'Ensi linja.
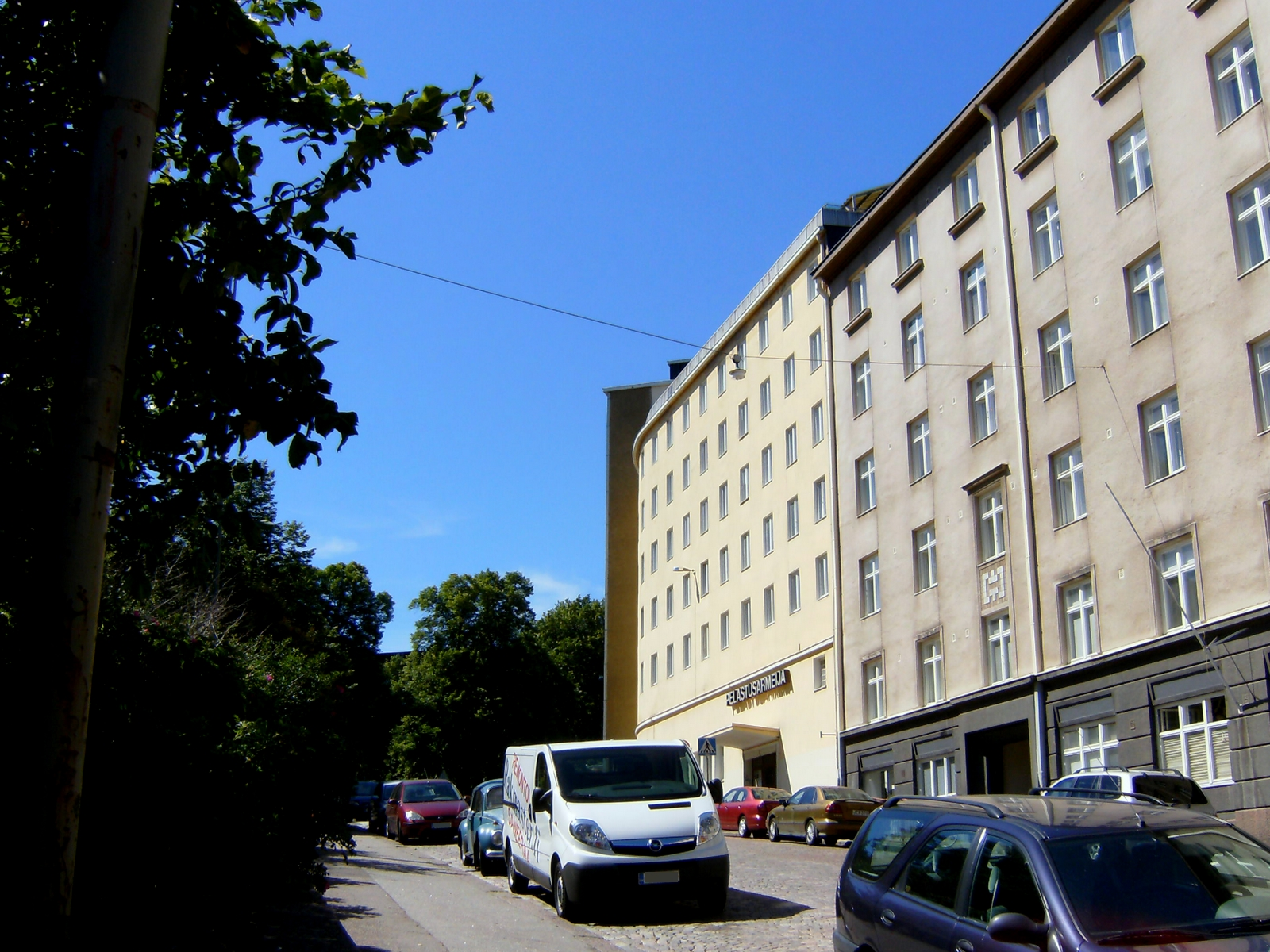
Castréninkatu vers Kaarlenkatu.
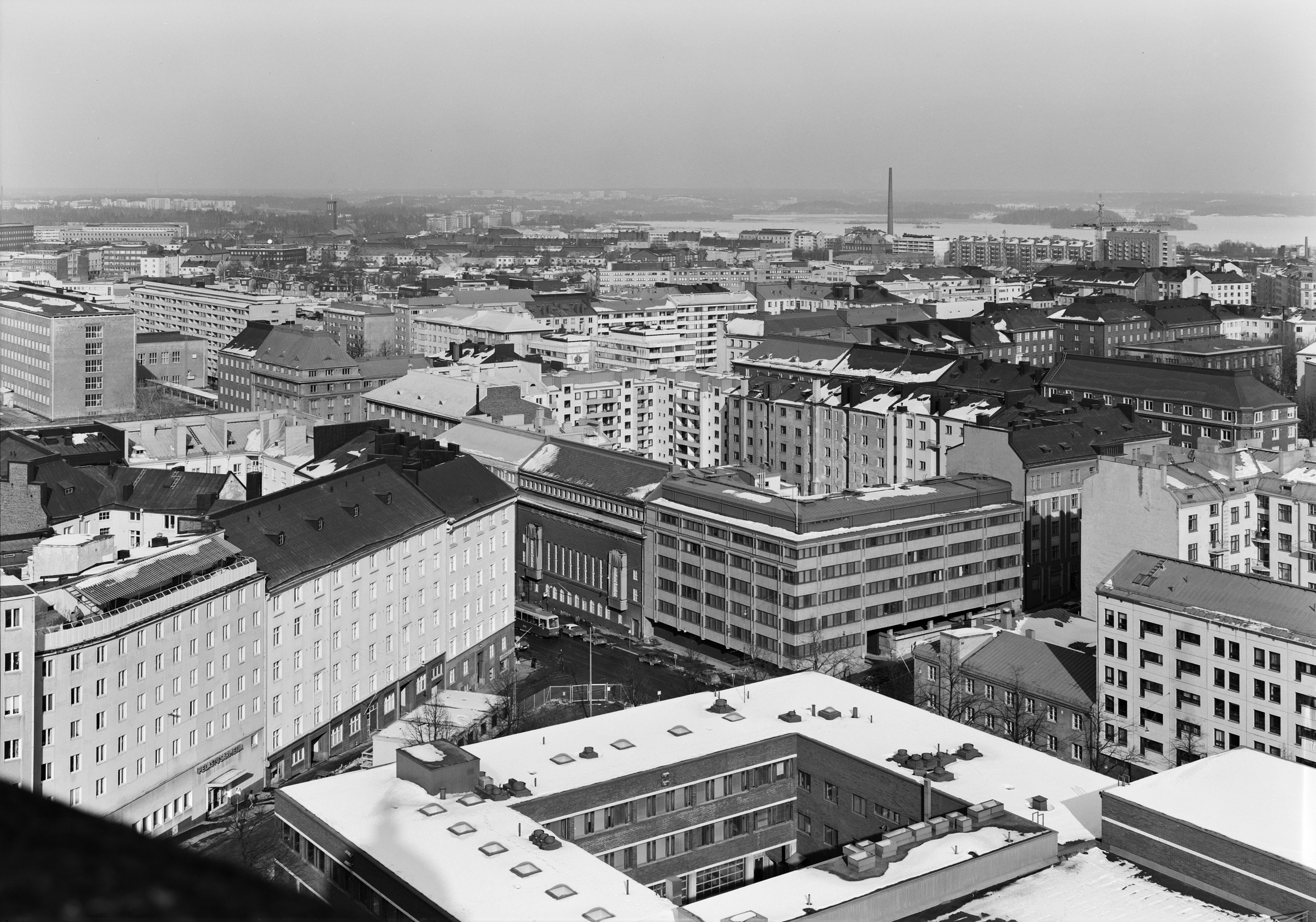
Vue de l'église du Kallio. À l'avant plan, la caserne de pompiers, à gauche  Castréninkatu 26, 28, 30,